# Championnat de Malte de football de troisième division
La Deuxième division maltaise (en maltais : Tieni Diviżjoni Maltija, également appelée Bank of Valletta Second Division du fait du sponsor principal, la Bank of Valletta (en)) est, malgré son nom, la troisième division du championnat de football de Malte et peut donc être qualifiée de Championnat de Malte de football D3. Elle vient directement après la Première division maltaise, qui vient elle-même après la Maltese Premier League. La division en dessous d'elle, en quelque sorte la quatrième division, est appelée Troisième division maltaise (en maltais : Tielet Diviżjoni Maltija).

## Déroulement
La Deuxième division maltaise fait se rencontrer au cours de la saison quatorze équipes. À la fin de la saison, les deux meilleures équipes montent en Première division maltaise, tandis que les trois plus mal classées sont reléguées en Troisième division maltaise (en). Chaque équipe rencontre chacun de ses adversaires à deux reprises, lors d'un match aller et d'un match retour.
Cette configuration à quatorze équipe a été initiée lors de la saison 2012-2013, sur décision de la Fédération de Malte de football en date du 13 janvier 2011.